# Saison 1932-1933 de l'Olympique de Marseille
Maillots
Chronologie
Saison suivante
La saison 1932-1933 de l'Olympique de Marseille est la première saison du club marseillais sous l'ère du professionnalisme.
L'OM participe donc à la première édition du Championnat de France de football, ainsi qu'à la 16e édition de la Coupe de France.

## Résumé de la saison
Pour ce premier championnat professionnel, il est divisé en deux poules, l'OM se trouvant dans le groupe A.
Les Marseillais disputent le premier match professionnel de leur histoire face à l'Olympique lillois, le 11 septembre 1932 qu'ils remportent 2 buts à 1 grâce à un doublé de Joseph Alcazar. En tête durant cinq journées consécutives, les Marseillais se retrouvent dauphin des Lillois pendant le reste de la saison, et ce, malgré une victoire écrasante 7-0 au Stade de l'Huveaune face à ces mêmes Lillois, émaillée de quelques incidents.
En Coupe, le club phocéen sort rapidement au stade des trente-deuxièmes de finale puisque éliminé par le CA Mulhouse.

## Effectif

### Performance internationale
| Joueur           | Nation                                  | Performance(s)                      | Olympien | Future(s) performance(s)                                       | Olympien |
| Jean Boyer       |                                         | demi-finaliste aux JO d'Anvers 1920 | Non      | -                                                              | -        |
| Jean Boyer       | quart de finaliste aux JO de Paris 1924 | Non                                 |          | -                                                              | -        |
| Laurent Di Lorto |                                         | -                                   | -        | quart de finaliste de la Coupe du monde de football de 1938    | Non      |
| Joseph Alcazar   |                                         | -                                   | -        | huitième de finaliste de la Coupe du monde de football de 1934 | Oui      |

Légende
Olympien = performance acquise en tant que joueur de l'OM

## Les rencontres de la saison

### Division 1
| Date              | Journée | Adversaire        | Lieu | Score | Buteurs de l'OM                                                         | Class. | Public |
| ----------------- | ------- | ----------------- | ---- | ----- | ----------------------------------------------------------------------- | ------ | ------ |
| 11 septembre 1932 | J01     | Olympique lillois | Ext. | 1 - 2 | Alcazar 51e, 65e                                                        | 4e     | 5 000  |
| 18 septembre 1932 | J02     | SC Nîmes          | Ext. | 1 - 3 | Jennings 27e, Gallay 36e, Alcazar 83e                                   | 1er    | 4 000  |
| 25 septembre 1932 | J03     | RC Paris          | Dom. | 1 - 0 | Alcazar 20e                                                             | 1er    | 6 000  |
| 2 octobre 1932    | J04     | FC Mulhouse       | Dom. | 3 - 1 | Caiels 1re, Alcazar 15e, Jennings 80e                                   | 1er    | 3 000  |
| 16 octobre 1932   | J05     | FC Cette          | Ext. | 1 - 1 | M. Conchy 60e                                                           | 1er    | 5 000  |
| 23 octobre 1932   | J06     | OGC Nice          | Dom. | 1 - 0 | Pritchard 64e                                                           | 1er    | 4 000  |
| 6 novembre 1932   | J07     | Hyères FC         | Ext. | 1 - 1 | Durand 70e                                                              | 2e     | 5 000  |
| 11 novembre 1932  | J08     | Club français     | Ext. | 2 - 1 | Alcazar 46e, 89e                                                        | 2e     | 9 000  |
| 20 novembre 1932  | J09     | Excelsior         | Dom. | 2 - 2 | Caiels 6e, H. Conchy 42e                                                | 2e     | 7 000  |
| 11 décembre 1932  | J10     | Olympique lillois | Dom. | 7 - 0 | Jennings 31e, Caiels 44e, 46e, Alcazar 59e, 82e, 87e, Défossé 61e (csc) | 2e     | 8 000  |
| 25 décembre 1932  | J11     | SC Nîmes          | Dom. | 2 - 0 | Alcazar 35e, Caiels 80e                                                 | 2e     | 4 000  |
| 15 janvier 1933   | J12     | RC Paris          | Ext. | 3 - 1 | Durand 60e                                                              | 2e     | 10 000 |
| 29 janvier 1933   | J13     | FC Mulhouse       | Ext. | 1 - 4 | Eisenhoffer 25e, Alcazar 27e, 65e, Jennings 70e                         | 2e     | 3 500  |
| 19 février 1933   | J14     | FC Cette          | Dom. | 3 - 1 | Caiels 2e, 5e, Eisenhoffer 85e                                          | 2e     | 4 000  |
| 5 mars 1933       | J15     | OGC Nice          | Ext. | 1 - 0 | -                                                                       | 2e     | 8 000  |
| 12 mars 1933      | J16     | Hyères FC         | Dom. | 1 - 2 | Caiels 60e                                                              | 2e     | 3 000  |
| 2 avril 1933      | J17     | Club français     | Dom. | 5 - 1 | Alcazar 7e, Boyer 40e, 80e, 87e, Rabih 58e (pen.)                       | 2e     | 3 000  |
| 30 avril 1933     | J18     | Excelsior         | Ext. | 2 - 1 | Pritchard 59e                                                           | 2e     | 5 000  |

Légende
Dom. = à domicile; Ext. = à l'extérieur; Class. = classement

### Coupe de France
| Date             | Tour    | Adversaire          | Lieu | Score | Buteurs de l'OM                           | Public |
| ---------------- | ------- | ------------------- | ---- | ----- | ----------------------------------------- | ------ |
| 27 novembre 1932 | 4e tour | AS Espagnol de Lyon | Dom. | 4 - 0 | Alcazar 3e, Jennings 29e, Durand 73e, 75e | n.c.   |
| 18 décembre 1932 | 1/32e   | CA Mulhouse         | Ext. | 4 - 0 | -                                         | 4 000  |

Légende
Dom. = à domicile; Ext. = à l'extérieur; n.c. = non communiqué

## Statistiques

### Statistiques collectives
Ce tableau récapitule l'ensemble des performances du club dans les différentes compétitions disputées lors de la saison.
| Compétition     | Débute au tour | Place ou tour final | Première rencontre | Dernière rencontre | Nombre de matchs |
| Division 1      | -              | 2e                  | 11 septembre 1932  | 30 avril 1933      | 18               |
| Coupe de France | 4e tour        | 32e de finale       | 27 novembre 1932   | 18 décembre 1932   | 2                |

### Statistiques buteurs
Ce tableau récapitule l'ensemble des statistiques des buteurs dans les différentes compétitions disputées lors de la saison.
| Place   | Nom                      | Championnat de D1 | Coupe de France | TOTAL des BUTS |
| 1       | Joseph Alcazar           | 14 buts           | 1 but           | 15 buts        |
| 2       | Alfred Leonard Caiels    | 8 buts            | -               | 8 buts         |
| 3       | Samuel Jennings          | 4 buts            | 1 but           | 5 buts         |
| 4       | Raymond Durand           | 2 buts            | 2 buts          | 4 buts         |
| 5       | Jean Boyer               | 3 buts            | -               | 3 buts         |
| 6       | Thomas Francis Pritchard | 2 buts            | -               | 2 buts         |
| 6       | József Eisenhoffer       | 2 buts            | -               | 2 buts         |
| 8       | Riahi Rabih              | 1 but             | -               | 1 but          |
| 8       | Henry Conchy             | 1 but             | -               | 1 but          |
| 8       | Max Conchy               | 1 but             | -               | 1 but          |
| 8       | Maurice Gallay           | 1 but             | -               | 1 but          |
| #       | contre son camp          | 1 but             | -               | 1 but          |
| Détails | 11 buteurs Olympiens     | 40 buts           | 4 buts          | 44 BUTS        |

### Statistiques individuelles
Ce tableau récapitule l'ensemble des statistiques des joueurs dans les différentes compétitions disputées lors de la saison.
| Nat.                         | Nom              | Championnat | Championnat | Championnat | Championnat  | Coupe de France | Coupe de France | Coupe de France | Coupe de France | Total | Total       | Total  | Total        |
| Nat.                         | Nom              | M.j.        | But inscrit | Averti      | Carton rouge | M.j.            | But inscrit     | Averti          | Carton rouge    | M.j.  | But inscrit | Averti | Carton rouge |
|                              | Allé             | 13          | 0           | 0           | 0            | 2               | 0               | 0               | 0               | 15    | 0           | 0      | 0            |
|                              | Di Lorto         | 5           | 0           | 0           | 0            | 0               | 0               | 0               | 0               | 0     | 0           | 0      | 0            |
|                              | Blanc            | 1           | 0           | 0           | 0            | 0               | 0               | 0               | 0               | 1     | 0           | 0      | 0            |
|                              | H. Conchy        | 13          | 2           | 0           | 0            | 2               | 0               | 0               | 0               | 15    | 2           | 0      | 0            |
|                              | M. Conchy        | 6           | 0           | 0           | 0            | 1               | 0               | 0               | 0               | 7     | 0           | 0      | 0            |
|                              | Marcel Pellegrin | 3           | 0           | 0           | 0            | 0               | 0               | 0               | 0               | 3     | 0           | 0      | 0            |
| Drapeau de l'Allemagne nazie | Schnoeck         | 15          | 0           | 0           | 0            | 2               | 0               | 0               | 0               | 17    | 0           | 0      | 0            |
|                              | Trees            | 12          | 0           | 0           | 1            | 0               | 0               | 0               | 0               | 12    | 0           | 0      | 1            |
|                              | Caiels           | 15          | 8           | 0           | 0            | 2               | 0               | 0               | 0               | 17    | 8           | 0      | 0            |
|                              | Charbit          | 15          | 0           | 0           | 0            | 2               | 0               | 0               | 0               | 17    | 0           | 0      | 0            |
|                              | Eisenhoffer      | 7           | 2           | 0           | 0            | 0               | 0               | 0               | 0               | 7     | 2           | 0      | 0            |
|                              | Jennings         | 14          | 4           | 0           | 0            | 2               | 1               | 0               | 0               | 16    | 5           | 0      | 0            |
|                              | Pritchard        | 18          | 2           | 0           | 0            | 2               | 0               | 0               | 0               | 20    | 2           | 0      | 0            |
|                              | Rabih            | 9           | 1           | 0           | 1            | 1               | 0               | 0               | 0               | 10    | 1           | 0      | 1            |
|                              | Sherry           | 4           | 0           | 0           | 0            | 0               | 0               | 0               | 0               | 4     | 0           | 0      | 0            |
|                              | Alcazar          | 16          | 14          | 0           | 0            | 2               | 1               | 0               | 0               | 18    | 15          | 0      | 0            |
|                              | Boyer            | 6           | 3           | 0           | 0            | 2               | 0               | 0               | 0               | 8     | 3           | 0      | 0            |
|                              | Durand           | 18          | 2           | 0           | 0            | 2               | 2               | 0               | 0               | 20    | 4           | 0      | 0            |
|                              | Gallay           | 7           | 1           | 0           | 0            | 0               | 0               | 0               | 0               | 7     | 1           | 0      | 0            |

Légende
Nat. = nationalité; M.j. = match(s) joué(s)